# Peter Punk (serie televisiva)
Peter Punk è una sitcom argentina, prodotta da Ilusion Studios e andata in onda dal 2011 al 2013. È trasmessa su Disney XD. Racconta la storia di Peter che vive in una famiglia punk e suona in una rock band.
Nella serie sono apparse Thelma Fardin (episodio "Lulu", di cui il nome suo personaggio) e Eva Quattrocci (protagonista del trailer ed appare nell'episodio "Cita Doble", col personaggio di Jael) entrambe conosciute per aver partecipato a Il mondo di Patty. A partire dal 12 marzo 2012 è stata trasmessa su Disney XD in Italia.
Tra gli altri attori ci sono: Tomás Ross, Marcio Mansilla e Juana Luz Barros che sono conosciuti in Italia per aver partecipato a Incorreggibili

## Episodi
| Stagione         | Episodi | Prima TV Argentina | Prima TV Italia |
| ---------------- | ------- | ------------------ | --------------- |
| Prima stagione   | 21      | 2011               | 2012            |
| Seconda stagione | 17      | 2011               | 2012            |
| Terza stagione   | 17      | 2012               | inedita         |